# La Esperanza, Guatemala
La Esperanza är en kommunhuvudort i Guatemala.   Den ligger i kommunen Municipio de La Esperanza och departementet Departamento de Quetzaltenango, i den västra delen av landet, 120 km väster om huvudstaden Guatemala City. La Esperanza ligger 2 475 meter över havet och antalet invånare är 16 461.
Terrängen runt La Esperanza är huvudsakligen kuperad, men den allra närmaste omgivningen är platt. Runt La Esperanza är det tätbefolkat, med 849 invånare per kvadratkilometer. Närmaste större samhälle är Quetzaltenango, 6,3 km sydost om La Esperanza. I omgivningarna runt La Esperanza växer huvudsakligen savannskog.